# Henry Owen (Theologe)

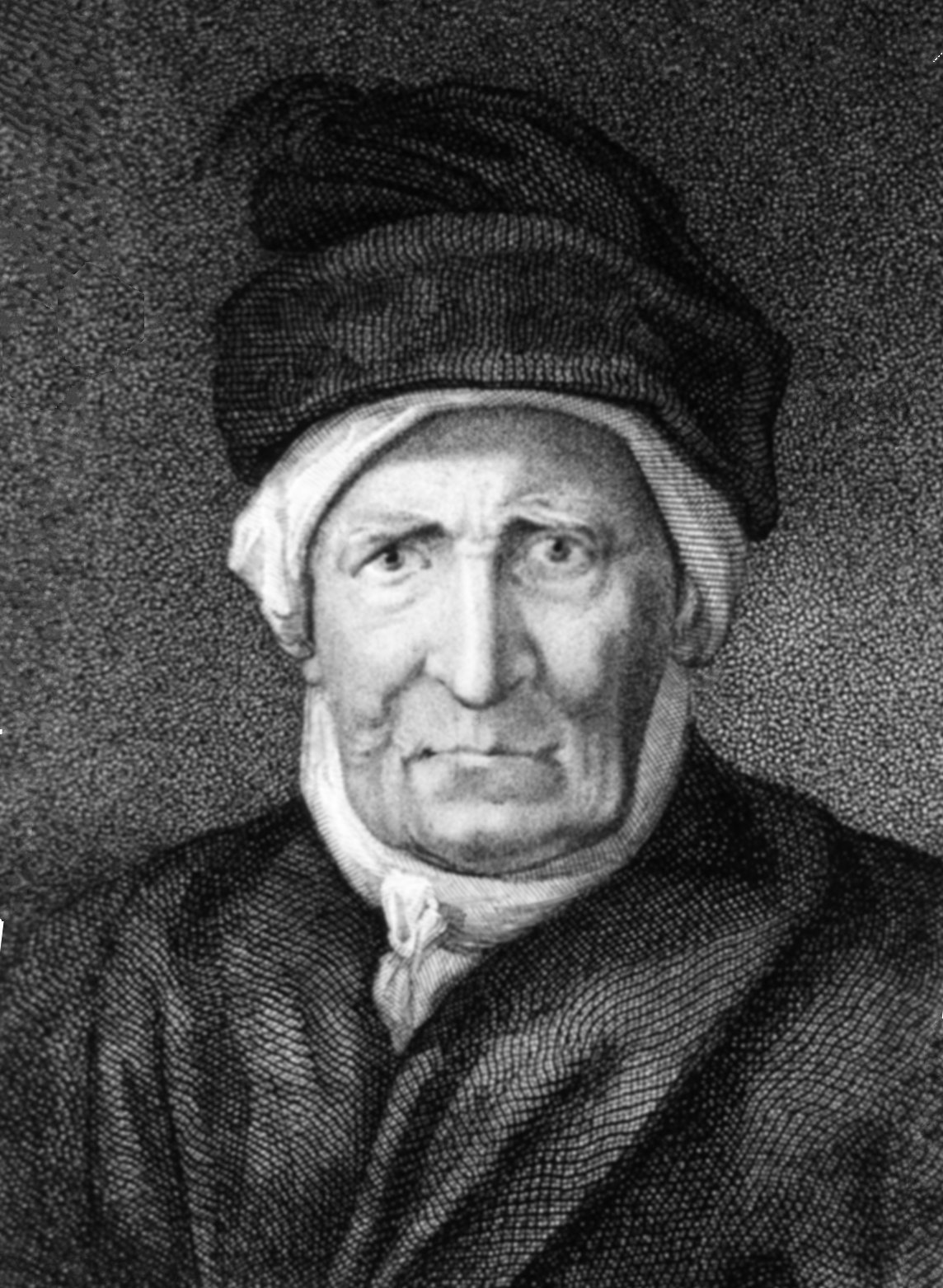
Henry Owen

Henry Owen (* 1716 bei Dolgellau, Merionethshire; † 14. Oktober 1795 in Edmonton) war ein anglikanischer Geistlicher und Theologe aus Wales. Sein wohl bedeutendster Beitrag zur Bibelwissenschaft besteht in der Erörterung der Abfassungszeit und der Form und Art der Gestaltung der vier kanonischen Evangelien. Es ist umstritten, ob seine Gedanken zur Entwicklung der Griesbachhypothese, der Theorie von Johann Jakob Griesbach über die Entstehung der Synoptiker, beigetragen haben.

## Leben
Owen besuchte von 1736 an das Jesus College in Oxford. Dort machte er 1739 seinen Bachelor (BA) und 1743 den Magister (MA), während er sich gleichzeitig mathematischen Studien widmete. Danach konzentrierte er sich auf medizinische Themen. Er erwarb sich den entsprechenden Bachelor (1746) und das Doktorat (1753) und praktizierte für drei Jahre als Arzt. Doch nach eigenen Angaben veranlassten ihn gesundheitliche Erwägungen und die persönliche Neigung dazu, sich ganz und gar den akademischen Studien und pastoralen Aufgaben zu widmen.
1746 wurde Owen zum Diakon und Priester in der Anglikanischen Kirche ordiniert. Seine Zeitgenossen anerkannten seine Gelehrsamkeit. So hielt er von 1769 bis 1771 die nach Robert Boyle benannten Vorlesungen.
1760 heiratete Owen Mary Butts, die Tochter eines anglikanischen Bischofs. Das Paar hatte einen Sohn und vier Töchter.
Obwohl weder Owen noch Griesbach ein persönliches Zusammentreffen erwähnen, ist es doch gut denkbar, dass die beiden miteinander bekannt waren. Denn Griesbach hatte zum Abschluss seiner Bachelor-Studien England besucht, und auf einer Bücherliste seines Nachlasses wird Owens bahnbrechendes Werk Observations on the Four Gospels erwähnt.

## Publikationen (Auswahl)
- Harmonia Trigonometrica, or A short treatise on Trigonometry, 1748.
- The Intent and Propriety of the Scripture Miracles considered and explained, 1755.
- An Enquiry into the present State of the Septuagint Version of the Old Testament, 1769.
- Critica Sacra, or a short Introduction to Hebrew Criticism, 1777.
- Collatio codicis Cottoniani Geneseos cum editione Romana a Joanne Ernesto Grabe jam olim facta nunc demum summa cura edita ab Henrico Owen, M.D., 1778.
- A brief Account, historical and critical, of the Septuagint Version of the Old Testament, to which is added a Dissertation on the comparative Excellency of the Hebrew and Samaritan Pentateuch, London 1787.
- The Modes of Quotation used by the Evangelical Writers, explained and vindicated, London 1788/89.